# トレーディングカードゲームのタイトル一覧
トレーディングカードゲームのタイトル一覧（トレーディングカードゲームのタイトルいちらん）は、トレーディングカードゲームの一覧である。エキスパンションのタイトル名は割愛している。
トレーディングカードアーケードゲームも参照のこと。

## あ行
- THE EYE OF JUDGMENT
- アヴァロンの鍵 - トレーディングカードアーケードゲーム
- アクエリアンエイジ
- アニムンサクシス
- アリス×クロス
- アンジュ・ヴィエルジュ
- UNLIMITED VS
- イジンデン
- イナズマイレブンTCG
- イナズマイレブンGO! カードゲーム
- ヴァイスシュヴァルツ
- WIXOSS
- ヴィクトリースパーク
- うえきの法則 THE CARD BATTLE
- ウズマジン
- AirTCG
- エターナルヴォイス
- FCTCG
- 央華封神TCG
- おジャ魔女どれみカードゲームコレクション
- オシャレ魔女♥ラブandベリー -トレーディングカードアーケードゲーム
- 陰陽闘神符

## か行
- カードファイト!! ヴァンガード
- 回転むてん丸
- カオスギア
- ChaosTCG
- KanonTCG
- 神の記述
- 仮面ライダーARカードダス
- 仮面ライダーバトル ガンバライド - トレーディングカードアーケードゲーム
  - 仮面ライダーバトル ガンバライジング
- カルディナルアーク
- ガンパレードマーチ トレーディングカードゲーム
- ガンガンヴァーサスシリーズ
  - ガンガンヴァーサス
  - ガンガンヴァーサスNEO
- 艦これアーケード - トレーディングカードアーケードゲーム
- ガンダムウォー
- ガンダムウォーネグザ
- ガンダムクロスウォー
- ガンダムトライエイジ - トレーディングカードアーケードゲーム
- 機動戦士ガンダム0079カードビルダーシリーズ - トレーディングカードアーケードゲーム
  - 機動戦士ガンダム0083カードビルダー
  - 機動戦士ガンダム0083カードビルダー 両雄激突
- 機動戦士ガンダムU.C.カードビルダーシリーズ - トレーディングカードアーケードゲーム
- キラキラ♥アイドル リカちゃん - トレーディングカードアーケードゲーム
- 金色のガッシュベル!! THE CARD BATTLE
- 牙-KIBA-
- キングオブプロレスリング
- キングダム ハーツ
- Quest of D - トレーディングカードアーケードゲーム
- クルセイドシステムカードシリーズ
  - OGクルセイド
  - サンライズクルセイド
  - ダイナミッククルセイド
  - ボンズクルセイド
  - マクロスクルセイド
- Cross Over the F&C TCG
- クロノカードTCG
- ゲートルーラー
- 結界師 カードバトル
- 甲虫王者ムシキング - トレーディングカードアーケードゲーム
  - 新甲虫王者ムシキング
- 古代王者恐竜キング - トレーディングカードアーケードゲーム
- KOTODAMA KOGEN
- コロッサス・オーダー

## さ行
- サイバーワン CyberOne
- 三国志大戦 - トレーディングカードアーケードゲーム
  - 三国志大戦TCG
- サンデーVSマガジンTCG
- ジーククローネ
- シャーマンキング 超・占事略決
- ジュエルペット トレーディングカードゲーム
- ジョジョの奇妙な冒険 Adventure Battle Card
- 白猫プロジェクトTCG
- 真・女神転生TCG
- 真・三國無双4TCG
- スーパー戦隊バトル ダイスオー - トレーディングカードアーケードゲーム
  - スーパー戦隊データカードダス 快盗戦隊ルパンレンジャーVS警察戦隊パトレンジャー
- スーパーヒーロー戦線 スクランブルデュエル
- スーパーロボット大戦 スクランブルギャザー
- スカイガレオンTCG
- スターウォーズ コレクションカードゲーム
- Z/X（ゼクス）
- ゼノンザード
- 戦国大戦 - トレーディングカードアーケードゲーム
- ゾイドバトルカードゲーム
- ゾイドスクランブル
- ゾイドカードコロシアム - トレーディングカードアーケードゲーム
- 装甲騎兵ボトムズ ザ バトリングカード
- 装甲娘TCG

## た行
- 大怪獣バトル ULTRA MONSTERS - トレーディングカードアーケードゲーム
- 大貝獣物語 THE MIRACLE OF THE ZONE
- ダンボール戦機TCG
- チャームエンジェル
- DT Lords of Genomes
- ディメンション・ゼロ
- テイルズ オブ マイシャッフル
- デジタルモンスターカードゲーム
- テニスの王子様 トレーディングカードゲーム
- デュエル・マスターズ
- デルトラ・クエスト CARD GAME
- 東方project二次創作カードゲームシリーズ
- ドラゴン☆オールスターズ
- ドラゴンクエスト モンスターバトルロード - トレーディングカードアーケードゲーム
- ドラゴンドライブ
- ドラゴンボールカードゲーム
- ドラゴンボールヒーローズ - トレーディングカードアーケードゲーム
  - スーパードラゴンボールヒーローズ

## な行
- NARUTOCARD GAME
- ぬらりひょんの孫TCG
- NOVA

## は行
- VSシステム
- ハイキュー!!バボカ!
- ハーレムマスター
- 鋼の錬金術師アルケミックカードバトル
- バトルスピリッツ
- ハリーポッタートレーディングカードゲーム（Harry Potter trading cardgame）
- ハヤテのごとく!トレーディングカードゲーム
- Bビーダマン爆外伝
- ヒーローズプレイスメント
- ヒカルの碁 トレーディングカードゲーム 棋聖降臨
- 美少女戦士セーラームーンカードゲームコレクション
- ビルディバイド
- ファイアーエムブレム0
- ファイアーエムブレムTCG
- ファイナルファンタジー・トレーディングカードゲーム
- ファイブクロス
- ファンタズマゴリア
- FIELD OF NINE
- Fate/Grand Order Arcade - トレーディングカードアーケードゲーム
- Force of Will（英語版）
- フュージョン戦記ガンダムバトレイヴ
- フューチャーカード バディファイト
- PRIME NINE
- BLEACHSOUL CARD BATTLE
- プリズムコネクト
- プリンセススクランブル
- フルメタル・パニック! カードミッション
- プレシャスメモリーズ
- プリキュアオールスターズ GoGoドリームライブ -トレーディングカードアーケードゲーム
- プロジェクト レヴォリューション
- プロ野球カードゲーム
- BASEBALL HEROES - トレーディングカードアーケードゲーム
- HORSERIDERS - トレーディングカードアーケードゲーム
- ポケモンカードゲーム
- ボボボーボ・ボーボボ
- 僕のヒーローアカデミア

## ま行
- マイアース
- マグナ・スペクトラ
- MCTCG 妖精伝承 Legend of Fairyearth
- マジカパーティ
- マジカルパラダイス
- マジック:ザ・ギャザリング（Magic: The Gathering）
- 魔法少女・ザ・デュエル
- ミストラルージュ
- ミックスマスター カードバトル
- ミドルアース コレクタブルカードゲーム
- ミラクルVマスター
- 蟲神器
- 名探偵コナンカードゲーム
- メダロットカードゲーム
- メダロットオフィシャルカードゲーム
- メルヘヴンTHE ÄRM BATTLE
- モバイルウォーズ 携帯専用カードゲーム
- モンスターコレクション
- モンスターファームバトルカード
- モンスターハンター トレーディングカードゲーム
- モンスターメーカー：リザレクション
- モンスター烈伝 オレカバトル - トレーディングカードアーケードゲーム。初めて縦画面モニターを使用したカードゲームであり、カードはインクジェット用紙を使用している。

## や行
- 遊☆戯☆王オフィシャルカードゲーム
- 悠久の車輪 - トレーディングカードアーケードゲーム
- UNION ARENA

## ら行
- ライブバトルカード ライブオン
- ラクエンロジック
- ラストクロニクル
- ラブライブ！シリーズ オフィシャルカードゲーム
- ラブライブ！スクールアイドルコレクション
- ランブリングエンジェル
- リーフファイトTCG
- リセ
- Reバース for you
- レイフィールド
- LEVEL NEO
- レンジャーズストライク
- LORD of VERMILION - トレーディングカードアーケードゲーム
- ロルカナ(ディズニー・ロルカナ)（英語版）

## わ行
- WORLD CLUB Champion Football - トレーディングカードアーケードゲーム
- ONE PUNCH MAN ハチャメチャカードゲーム
- ONE PIECE ARカードダス

- ［ONE PIECE CardGAME］